# Miramar (Bocas del Toro)
Miramar es un corregimiento del distrito de Chiriquí Grande en la provincia de Bocas del Toro, República de Panamá. La localidad tiene 1.232 habitantes (2010).

## Demografía
En 2010 Miramar contaba con una población de 1 232 habitantes según datos del Instituto Nacional de Estadística y una extensión de 26,9 km² lo que equivale a una densidad de población de 45,8 habitantes por km².

### Razas y etnias
- 76,95 % Chibchas (Americanos)[4]
- 14,28 % Mestizos
- 8,77 % Afropanameños[4]

La población es mayoritariamente ngäbe y buglé.